# Campionato tedesco di hockey su pista femminile
Il campionato tedesco di hockey su pista femminile è l'insieme dei tornei istituiti ed organizzati dalla DRVI.
Dalla stagione 1986 esiste in Germania un campionato di massima divisione femminile; attualmente viene denominato Roller Hockey Bundesliga Damen.
I vincitori di tale torneo si fregiano del titolo di campioni di Germania; dall'origine a tutto il 2015 si sono tenute 30 edizioni del torneo.

## Statistiche

### Albo d'oro
| Edizione | Vincitore    |
| -------- | ------------ |
| 1986     | SCC Eldagsen |
| 1987     | MTV Celle    |
| 1988     | MTV Celle    |
| 1989     | MTV Celle    |
| 1990     | MTV Celle    |
| 1991     | SCC Eldagsen |
| 1992     | SCC Eldagsen |
| 1993     | SCC Eldagsen |
| 1994     | SCC Eldagsen |
| 1995     | SCC Eldagsen |
| 1996     | SCC Eldagsen |
| 1997     | Hüls         |

| Edizione | Vincitore          |
| -------- | ------------------ |
| 1998     | Bison Calenberg    |
| 1999     | Cronenberg         |
| 2000     | Cronenberg         |
| 2001     | Düsseldorf Nord    |
| 2002     | Cronenberg         |
| 2003     | Cronenberg         |
| 2004     | Cronenberg         |
| 2005     | Cronenberg         |
| 2006     | Germania Herringen |
| 2007     | Cronenberg         |
| 2008     | Cronenberg         |
| 2009     | Düsseldorf Nord    |

| Edizione | Vincitore  |
| -------- | ---------- |
| 2010     | Cronenberg |
| 2011     | Cronenberg |
| 2012     | Iserlohn   |
| 2013     | Iserlohn   |
| 2014     | Iserlohn   |
| 2015     | Iserlohn   |

### Riepilogo vittorie per squadra
| Numero | Club               | Anni                                                       |
| ------ | ------------------ | ---------------------------------------------------------- |
| 10     | Cronenberg         | 1999, 2000, 2002, 2003, 2004, 2005, 2007, 2008, 2010, 2011 |
| 7      | SCC Eldagsen       | 1986, 1991, 1992, 1993, 1994, 1995, 1996                   |
| 4      | Iserlohn           | 2012, 2013, 2014, 2015                                     |
| 4      | MTV Celle          | 1987, 1988, 1989, 1990                                     |
| 2      | Düsseldorf Nord    | 2001, 2009                                                 |
| 1      | Germania Herringen | 2006                                                       |
| 1      | Bison Calenberg    | 1998                                                       |
| 1      | Hüls               | 1997                                                       |